# 캐서린 햄넷

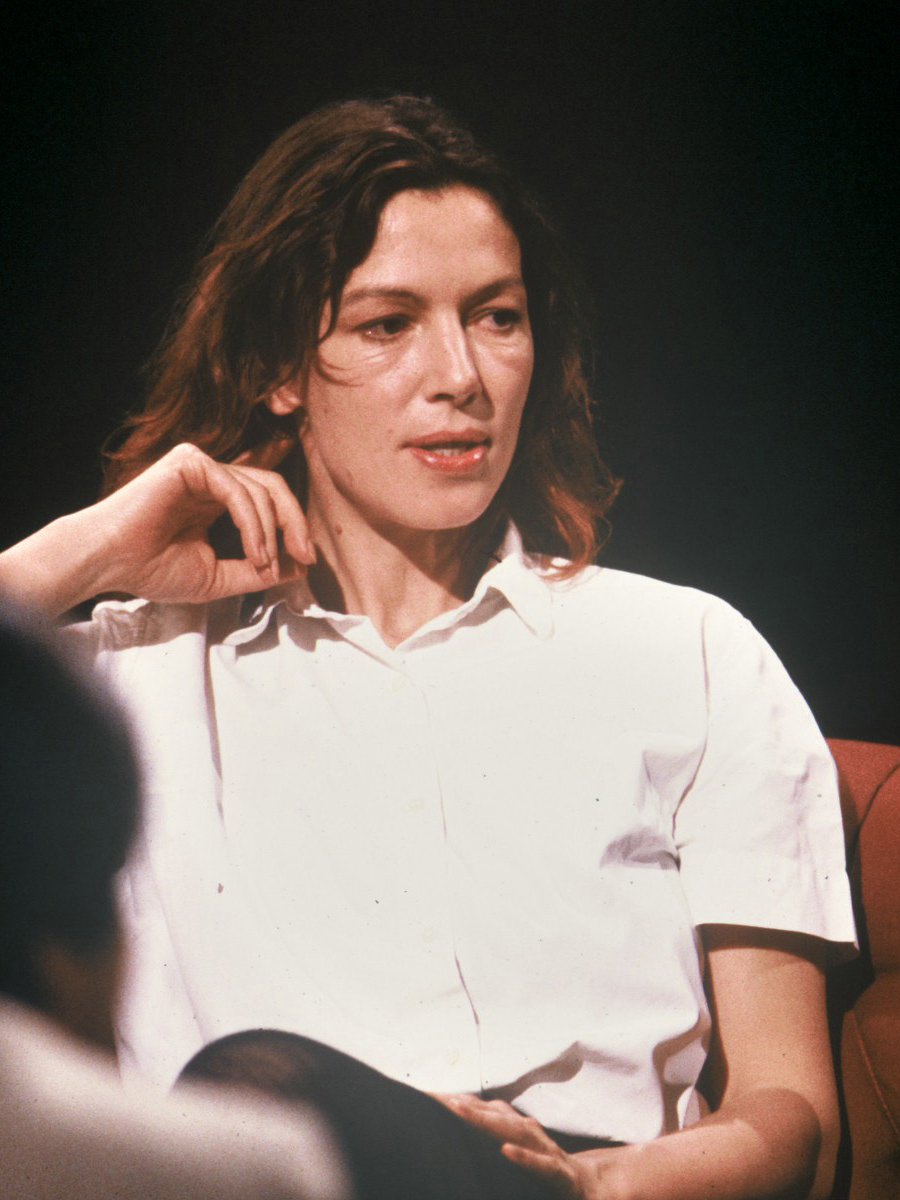

캐서린 햄넷(Katharine Hamnett, 1947년 8월 16일 ~ )은 잉글랜드의 패션 디자이너이다. 정치 T셔츠로 유명하다. 켄트주 그레이브젠드에서 태어났다.

## 정치 활동
목화 생산 지역의 농약 중독을 증명한 연구와 함께 1989년을 시작으로 햄넷은 산업이 운영되는 방식에 변화를 주기 위해 로비를 하기 시작했다. 결과에 실망을 한 이후 햄넷은 라이선스 계약 대부분을 종료시켰고 2005년 제조, 농업 부문에서 더 강력한 도덕적 가이드라인을 적용시키며 다시 활동을 시작했다.